# Бординьон, Джорджия
Джорджия Бординьон (итал. Giorgia Bordignon, род. 24 мая 1987, Галларате, Италия) — итальянская тяжелоатлетка, серебряный призёр Олимпийских игр 2020 в Токио, трёхкратный призёр чемпионатов Европы, многократная чемпионка Италии.

## Биография
Заниматься тяжёлой атлетикой Бординьон начала в клубе Linea e Salute. В 2004 году Джорджия приняла участие в юниорском чемпионате Европы, где стала лишь 16-й. Долгое время молодая спортсменка не могла показать высокий результат на юниорских соревнованиях. Своего первого успеха в карьере Бординьон добилась в 2010 году, когда стала бронзовым призёром молодёжного первенстве Европы.
На взрослых чемпионатах мира Бординьон дебютировала в 2010 году в турецкой Анталье. Молодая спортсменка выступала в категории до 58 кг и заняла лишь 23-е место, установив при этом новый личный рекорд (181 кг). Спустя год на первенстве в Париже Джорджия по сумме двух упражнений показала аналогичный результат и заняла 24-е место.
С 2013 года Бординьон стала выступать в категории до 63 кг. Первая победа в новой категории была добыта в марте 2013 года, когда Джорджия стала чемпионкой Италии. С этого момента Бординьон неизменно становилась чемпионкой национального первенства. На международной арене свою первую медаль итальянская тяжелоатлетка заработала в 2015 году, став бронзовым призёром чемпионата Европы в Тбилиси. В 2016 году Бординьон повторила свой успех, завоевав бронзу на первенстве в норвежском Фёрде. Именно по результатам этого чемпионата национальный олимпийский комитет смог получить единственную олимпийскую лицензию в женской части соревнований.
4 июля 2016 года было объявлено, что Бординьон включена в состав сборной для участия в Олимпийских играх, при этом ей удалось выиграть конкуренцию за место в составе у титулованной Дженни Пальяро. По ходу соревнований Джорджия не смогла составить конкуренцию лидерам в весовой категории до 63 кг, однако подняв по сумме упражнений 217 кг, итальянская спортсменка заняла высокое 6-е место.
В 2019 году на чемпионате Европы, итальянка в весовой категории до 64 кг успешно провела упражнение рывок, завоевав малую бронзовую медаль (101 кг), однако во втором упражнение она смогла взять только первоначальный вес. В итоге осталась за чертой призёров чемпионата.
27 июля Джорджия представляла Италию на Олимпийских играх в Токио в весовой категории до 64 кг. Спортсменка показала результат 232 кг (128 в толчке и 104 в рывке). Тяжелоатлетка завоевала серебряную медаль. В борьбе за золотую медаль итальянка уступила Мод Шаррон из Канады.

## Результаты

### Олимпийские игры
| Олимпийские игры    | Категория | Рывок | Толчок | Сумма | Место |
| ------------------- | --------- | ----- | ------ | ----- | ----- |
| Рио-де-Жанейро 2016 | до 63 кг  | 98    | 119    | 217   | 6     |
| Токио 2020          | до 64 кг  | 104   | 128    | 232   | 3     |

### Чемпионат мира
| Чемпионат мира | Категория | Рывок | Толчок | Сумма | Место |
| -------------- | --------- | ----- | ------ | ----- | ----- |
| Анталья 2010   | до 58 кг  | 85    | 96     | 181   | 23    |
| Париж 2011     | до 58 кг  | 80    | 101    | 181   | 24    |
| Алма-Ата 2014  | до 63 кг  | 98    | 113    | 211   | 15    |
| Хьюстон 2015   | до 63 кг  | 96    | 120    | 216   | 12    |

### Личные рекорды
| Упражнение | Результат | Дата            | Место проведения |
| ---------- | --------- | --------------- | ---------------- |
| Рывок      | 100 кг    | 8 марта 2015    | Лидо-ди-Остия    |
| Толчок     | 121 кг    | 25 февраля 2017 | Лидо-ди-Остия    |
| Сумма      | 219 кг    | 17 апреля 2016  | Фёрде            |